# Episodi di Four Star Playhouse (quarta stagione)
La quarta stagione della serie televisiva Four Star Playhouse è andata in onda negli Stati Uniti dal 6 ottobre 1955 al 26 luglio 1956 sulla CBS.
| nº | Titolo originale          | Prima TV USA     |
| -- | ------------------------- | ---------------- |
| 1  | The Firing Squad          | 6 ottobre 1955   |
| 2  | The Face of Danger        | 13 ottobre 1955  |
| 3  | Let the Chips Fall        | 20 ottobre 1955  |
| 4  | Full Circle               | 27 ottobre 1955  |
| 5  | A Spray of Bullets        | 3 novembre 1955  |
| 6  | The Devil to Pay          | 10 novembre 1955 |
| 7  | Here Comes the Suit       | 17 novembre 1955 |
| 8  | Looking Glass House       | 24 novembre 1955 |
| 9  | The Thin Line             | 1º dicembre 1955 |
| 10 | A Place Full of Strangers | 8 dicembre 1955  |
| 11 | One Way Out               | 15 dicembre 1955 |
| 12 | Dark Meeting              | 5 gennaio 1956   |
| 13 | Magic Night               | 12 gennaio 1956  |
| 14 | Tunnel of Fear            | 19 gennaio 1956  |
| 15 | High Stakes               | 26 gennaio 1956  |
| 16 | The Listener              | 2 febbraio 1956  |
| 17 | Safe Keeping              | 9 febbraio 1956  |
| 18 | No Limit                  | 16 febbraio 1956 |
| 19 | Command                   | 23 febbraio 1956 |
| 20 | Once to Every Woman       | 1º marzo 1956    |
| 21 | Red Wine                  | 8 marzo 1956     |
| 22 | To Die at Midnight        | 15 marzo 1956    |
| 23 | Desert Encounter          | 22 marzo 1956    |
| 24 | The Case of Emily Cameron | 29 marzo 1956    |
| 25 | The Rites of Spring       | 5 aprile 1956    |
| 26 | Autumn Carousel           | 12 aprile 1956   |
| 27 | Wall of Bamboo            | 19 aprile 1956   |
| 28 | Touch and Go              | 26 aprile 1956   |
| 29 | A Long Way from Texas     | 3 maggio 1956    |
| 30 | That Woman                | 10 maggio 1956   |
| 31 | The Other Room            | 17 maggio 1956   |
| 32 | One Forty-Two             | 24 maggio 1956   |
| 33 | Beneath the Surface       | 31 maggio 1956   |
| 34 | Watch the Sunset          | 7 giugno 1956    |
| 35 | Second Chance             | 14 giugno 1956   |
| 36 | Woman Afraid              | 21 giugno 1956   |
| 37 | The Stacked Deck          | 28 giugno 1956   |
| 38 | Distinguished Service     | 5 luglio 1956    |
| 39 | Yellowbelly               | 12 luglio 1956   |
| 40 | The Stand-In              | 19 luglio 1956   |
| 41 | Success Story             | 26 luglio 1956   |

## The Firing Squad
- Diretto da:
- Scritto da:

### Trama
- Interpreti: David Niven (capitano John Adams), Hugh Beaumont (Padre), John Dehner (Brig. Gen. Hatfield), Michael Pate (sergente Gibbons), Tom Powers (generale Vincent), Jon Shepodd (soldato Sidney Jones), John Warburton (colonnello Ramsey)

## The Face of Danger
- Diretto da:
- Scritto da:

### Trama
- Interpreti: Dick Foran (Will Foster), Ida Lupino (Emma), Ralph Moody (zio Lee), Paul Picerni (Latigo Randy), Vicki Raaf (Carrie), Sherman Sanders (Caller), William Schallert (Johnson), Helen Wallace (Alice)

## Let the Chips Fall
- Diretto da:
- Scritto da:

### Trama
- Interpreti: Charles Boyer (Roger Andrews), Sam Flint (Mr. Sheridan), Paul Langton (Garry Anchor), Lewis Martin (Mr. Grinell), Pierre Watkin (Mr. Morgan), Jean Willes (Helen Anchor), Rhys Williams (Fabian Peck)

## Full Circle
- Diretto da:
- Scritto da:

### Trama
- Interpreti: David Niven (Howard Maxwell), Jeanne Baird (Nan Ferens), Alvin Greenman (Merv Sheppard), Jacques Scott, Joanne Woodward (Terry Thomas)

## A Spray of Bullets
- Diretto da:
- Scritto da:

### Trama
- Interpreti: Dick Powell (Will Sonnett), Jean Howell (Lucy Keever), Robert J. Wilke (Ben Crane), Raymond Hatton (Phineas Turner), Arthur Space (sceriffo Sam Keever), Herbert Lytton (Tom), Tim Graham (Doc Sanders), James McCallion (Henry—Desk Clerk), Tex Palmer (cittadino)

## The Devil to Pay
- Diretto da:
- Scritto da:

### Trama
- Interpreti: Charles Boyer (Warren Grisby), Don Beddoe (Mr. Thompson), Mary Field (Nora Grisby), Joi Lansing (Miss Wilson)

## Here Comes the Suit
- Diretto da:
- Scritto da:

### Trama
- Interpreti: David Niven (Philip), Jesse White (Mr. Simpson), Allison Hayes (Christine), William Forrest (Mr. Colter), Alvin Greenman (Stanley), Hugh Sanders (ispettore), Don Shelton (Woodward), Joi Lansing (addetto all'ascensore)

## Looking Glass House
- Diretto da:
- Scritto da:

### Trama
- Interpreti: Olive Blakeney (Mrs. Comstock), Sam Flint (dottore), Arthur Franz (Richard), Charlotte Lawrence (Miss Downs), Ida Lupino (Ann), Frances Robinson

## The Thin Line
- Diretto da:
- Scritto da:

### Trama
- Interpreti: David Niven (John Marley), Joan Camden (Kathy Marley), Chuck Connors (Ned - Attendant), Joseph Forte (dottor Glasson), Dick Paxton (barista), Jennifer Raine (Betty - Maid), Lyn Thomas (Waitress), Herb Vigran (Smiley Hayes)

## A Place Full of Strangers
- Diretto da:
- Scritto da:

### Trama
- Interpreti: Dick Powell (Fleet Mason), Dina Merrill (Marcia Mason), Morris Ankrum (Mr. Mason), Howard McNear (Owens), Frieda Inescort (Miss Proctor), Lillian Bronson (Elizabeth), James Stone (Brewster), Edward Earle (Caldwell), Jimmy Baird (Boy)

## One Way Out
- Diretto da:
- Scritto da:

### Trama
- Interpreti: Scott Forbes (King), Gayle Kellogg (tassista), Ida Lupino (Diana), Frances Robinson (Connie)

## Dark Meeting
- Diretto da:
- Scritto da:

### Trama
- Interpreti: Nolan Leary (Phil), Ida Lupino (Billie), Helen Mayon (Mrs. Mason), Barbara Pepper (Clara), Elliott Reid (Barney Mason), Frank J. Scannell (Henney), Warren Stevens (Dan / Sheldon Williams)

## Magic Night
- Diretto da:
- Scritto da:

### Trama
- Interpreti: Charles Boyer (Henri), Julie Floray (Josephine), Joyce Gates (Paulette), Ginger Hall (Lucette), Vale Hunter (Marand), Marcel Journet (Valois)

## Tunnel of Fear
- Diretto da:
- Scritto da:

### Trama
- Interpreti: David Niven (Larkin), Cedric Hardwicke (Sir George), Walter Kingsford (dottor Blake), Alex Frazer (conducente), Keith McConnell (Chauffeur), Leslie Denison (Footman)

## High Stakes
- Diretto da:
- Scritto da:

### Trama
- Interpreti: Dick Powell (Willie Dante), Frances Bergen (Rita Raymond), Herb Vigran (Monte), Walter Sande ( tenente della polizia Richy), James Seay (Hank Edwards), Morris Ankrum (Mr. Raymond), Richard Bartell (Ed—Cashier)

## The Listener
- Diretto da:
- Scritto da:

### Trama
- Interpreti: Ida Lupino (Vera Miller), Nan Boardman (Rose Sharon), Paul Bryar (tenente Casement), Walter Coy (Verne Miller), Richard Lupino (Jimmy), Ralph Moody (Jarvis Miller), Don Rickles (annunciatore)

## Safe Keeping
- Diretto da:
- Scritto da:

### Trama
- Interpreti: David Niven (Frank Carstairs), Jan Arvan (dottor Karpoldi), Tanya Borgh (Krista), Harold Dyrenforth, Otto Reichow (Miklas), Norbert Schiller (Clark), Robert R. Stephenson, Charles Tannen, Ivan Triesault (Volpe), Herb Vigran (Marc)

## No Limit
- Diretto da:
- Scritto da:

### Trama
- Interpreti: Dick Powell (Willie Dante), Lola Albright (Beverly Hudson), Regis Toomey (tenente Manny Waldo), Alan Mowbray (Jackson - Waiter), Herb Vigran (Monte - Bartender), Robert Bice (Matt Devlin), Gloria Marshall (Mary), Richard Bartell (Ed Teller), Tony Dante (Tony), Ted Pavelec (Bennie)

## Command
- Diretto da:
- Scritto da:

### Trama
- Interpreti: Charles Boyer (Montaigne), Hugh Beaumont (dottore), Robert Bice (Carpenter), Christopher Dark (Craig), Ross Elliott (Hofer), Richard Hale (capitano Harmon), Nolan Leary (Stewart), Peter Raynolds (Philip Montaigne)

## Once to Every Woman
- Diretto da:
- Scritto da:

### Trama
- Interpreti: Max Campbell (dottor Bradford), Phyllis Coates (Marsha), Sally Corner (Mrs. Stuart), Arthur Franz (David), Betty Lou Gerson (Marge), Nolan Leary (Druggist), Teresa Wright (Carol Stuart)

## Red Wine
- Diretto da:
- Scritto da:

### Trama
- Interpreti: David Niven (David), Stuart Whitman (Fisher), Joseph Waring (Stevens), John Craven (Morgan), John Banner (Koert), Norbert Schiller (capitano Schelle), Clarence Lung (1st Native), Leon Lontoc (2nd Native)

## To Die at Midnight
- Diretto da:
- Scritto da:

### Trama
- Interpreti: Dick Powell (Prison Warden), Don Barton (Dan Harson), Alexander Campbell (governatore), Dee Carroll (Evvie Harson), Lewis Charles (Cal Yancy), Stacy Harris (Troy Walker), Don C. Harvey (guardia di Captain of), William Henry (	giornalista), Hallene Hill (Millie)

## Desert Encounter
- Diretto da:
- Scritto da:

### Trama
- Interpreti: Charles Boyer (Various Characters), Abel Franco, Martin Garralaga (Carlos), Angela Greene (Madeline), Pepe Hern (Diego), Jonathan Hole (Harold), Susan Kohner (Anita), Richard Lopez (Jose), Stuart Whitman (Bob)

## The Case of Emily Cameron
- Diretto da:
- Scritto da:

### Trama
- Interpreti: Fay Baker (Nadine), Scott Forbes (Jim Cameron), Elizabeth Harrower (Nicole Rutherford), Ida Lupino (Emily Cameron), George N. Neise (Sy), Arthur Space (dottor Michaels)

## The Rites of Spring
- Diretto da:
- Scritto da:

### Trama
- Interpreti: David Niven (Jim Kenyon), Ernest Anderson (George), Lela Bliss (Emma Kinsolving), Juney Ellis (Miss Elkins), Barbara Lawrence (Eva Kenyon), Don Shelton (Florist), Robert Tafur (Senor Valdez), Helen Wallace (Belinda)

## Autumn Carousel
- Diretto da:
- Scritto da:

### Trama
- Interpreti: Dick Powell (Steve Biddle), Beverly Washburn (Jill Somers), Catherine McLeod (Nora Biddle), Maidie Norman (Coralee), George N. Neise (Art Levin), Sonny Lee (Porter), Ken Christy (conducente)

## Wall of Bamboo
- Diretto da:
- Scritto da:

### Trama
- Interpreti: Charles Boyer (Sampan Joe), Philip Ahn (capitano Shu Gat), Russ Conway (capitano Jordan), Christopher Dark (Ryan Sanford), Berry Kroeger (generale Feng), Richard Loo (Jo-Kai)

## Touch and Go
- Diretto da:
- Scritto da:

### Trama
- Interpreti: David Niven (Ted), Beverly Garland (Maxine), Berry Kroeger (Walter Pomeroy), Byron Foulger (Clerk), Ralph Peters (cameriere), Thomas E. Jackson (detective), Angela Greene (Florist), Irene Tedrow (Landlady), Joseph V. Perry (Interne), Dick Elliott (Parade Marcher in Diner)

## A Long Way from Texas
- Diretto da:
- Scritto da:

### Trama
- Interpreti: Dick Powell (Willie Dante), Regis Toomey (tenente Manny Waldo), Alan Mowbray (Jackson - Waiter), Herb Vigran (Monte - Bartender), Gloria Winters (Molly Baskin), Paul Smith (Stuart Baskin), Suzanne Alexander (Girl in Cab), Laurie Mitchell (Alice), Milton Frome (Dan Flick aka John Smith), Anthony George (Barney Todd / Bob Brown), Jeanne Ferguson (Maggie), Gene Hardy (Tom), Joe Gilbert (Sam), Tony Dante (Tony), Herbert Lytton (Ed), Brooks Benedict (Gambler)

## That Woman
- Diretto da:
- Scritto da:

### Trama
- Interpreti: Peter Leeds (Jack Norton), Ida Lupino (Flo Watson), Dorothy Neumann (Country Woman), Jeanette Nolan (Ma Watson), Frank J. Scannell (Pa Watson), Ray Stricklyn (Jesse Watson)

## The Other Room
- Diretto da:
- Scritto da:

### Trama
- Interpreti: Charles Boyer (professore Martin Blanchard), Tom Fadden (Owen), Robert Fortin (cameriere), Barbra Fuller (Joan Webb), John Hoyt (Roger Webb), Lewis Martin (Reeves), John Sutton (Rene Campion)

## One Forty-Two
- Diretto da:
- Scritto da:

### Trama
- Interpreti: Dick Powell (padre Gregory), Peter Mamakos, Carlos Rivero, Akim Tamiroff (Mendoza), Rick Vallin (ufficiale)

## Beneath the Surface
- Diretto da:
- Scritto da:

### Trama
- Interpreti: Christopher Dark (Pete), Ida Lupino (Meg), Craig Stevens (Monte), Joseph Waring (Donny)

## Watch the Sunset
- Diretto da:
- Scritto da:

### Trama
- Interpreti: Dick Powell (Philip Benton), Joanne Woodward (Ann Benton), Maxine Cooper (Carol), Lewis Martin (dottor Forbes), Ralph Moody (Moreland), Audrey Swanson (Miss Hunt—Nurse)

## Second Chance
- Diretto da:
- Scritto da:

### Trama
- Interpreti: David Niven (Lee Mason), Beverly Garland (Holly Garth), Tristram Coffin (George), Berry Kroeger (Nick Strong), Lou Krugman (Cord Morgan), William Swan (Clint), Suzi Crandall (Secretary), Gene Hardy (barista), Brooks Benedict (Diner)

## Woman Afraid
- Diretto da:
- Scritto da:

### Trama
- Interpreti: Robert Bice (Al Newsome), Madge Blake (Zia Sophie), Pat Conway (Joe), Ida Lupino (Nina Barton), James Seay (Carl Barton)

## The Stacked Deck
- Diretto da:
- Scritto da:

### Trama
- Interpreti: Dick Powell (Willie Dante), Shirley Patterson (Betty Maxwell), Regis Toomey ( tenente della polizia Manny Waldo), Herb Vigran (Monte), Alan Mowbray (Jackson), Joe Downing (Gus Anderson), Harry Landers (Sam), Jeanne Ferguson (Hatcheck Girl), Harry Lauter (Bud), John Cliff (Max), Gene Hardy (Tom)

## Distinguished Service
- Diretto da:
- Scritto da:

### Trama
- Interpreti: Charles Boyer (dottor Worth Severson), Dorothy Green (Ellen Severson), Ray Walker (Director Kennedy), Keith Richards (Writer), Harry Bartell (dottor Judson Smith), Tim Graham (reporter), Thomas Browne Henry (dottor Wiley), Gayle Kellogg (fotografo), Bruce Lester (1st Club Member), Leslie Denison (2nd Club Member), George DeNormand (dottore on Stage)

## Yellowbelly
- Diretto da:
- Scritto da:

### Trama
- Interpreti: Frank Lovejoy (capitano Jim Barr), Harry Lauter (tenente Stanton), Jeanette Nolan (capitano Joy Johnson), Maxine Cooper (Millie Barr), Bart Burns (tenente Ben Soloman), Nick Dennis (sergente Juliana), Willis Bouchey (colonnello Schmidt), James Hong (caporale Ikura Lee), Jimmy Murphy (caporale Miller), Tim Johnson (soldato Lavin)

## The Stand-In
- Diretto da:
- Scritto da:

### Trama
- Interpreti: Ida Lupino (Grace Markham), Virginia Field (Marion Clayton), John Harding (Director Harris), James Nolan (Producer), Paul Bryar (First Executive), George Eldredge (Second Executive), Herb Vigran (Sam Rawlings), William Swan (Arthur O'Brien), Gil Frye (Leading Man), Don Ross (Assistant Director)

## Success Story
- Diretto da:
- Scritto da:

### Trama
- Interpreti: Dick Powell (Dan Matson), Robert Burton (John Drake), Peggie Castle (Molly Barry)